# John Grochowalski
John Grochowalski (nacido el 16 de octubre de 1952 en Springfield, Massachusetts) es un exjugador de baloncesto estadounidense.